# Liste der Bodendenkmäler in Breitengüßbach
Auf dieser Seite sind die Bodendenkmäler in der oberfränkischen Gemeinde Breitengüßbach zusammengestellt. Diese Tabelle ist eine Teilliste der Liste der Bodendenkmäler in Bayern. Grundlage ist die Bayerische Denkmalliste, die auf Basis des Bayerischen Denkmalschutzgesetzes vom 1. Oktober 1973 erstmals erstellt wurde und seither durch das Bayerische Landesamt für Denkmalpflege geführt wird. Die folgenden Angaben ersetzen nicht die rechtsverbindliche Auskunft der Denkmalschutzbehörde.

## Bodendenkmäler in Breitengüßbach
| Lage                      | Objekt                                                                                   | Akten-Nr.     | Bild |
| ------------------------- | ---------------------------------------------------------------------------------------- | ------------- | ---- |
| (Standort)                | Grabhügel vorgeschichtlicher Zeitstellung, daraus Funde der älteren Hallstattzeit.       | D-4-6031-0030 |      |
| (Standort)                | Bestattungsplatz mit Grabhügel vorgeschichtlicher Zeitstellung.                          | D-4-6031-0031 |      |
| (Standort)                | Siedlung des Endneolithikums und der frühen Latènezeit.                                  | D-4-6031-0039 |      |
| (Standort)                | Wüstung des Mittelalters und der frühen Neuzeit.                                         | D-4-6031-0043 |      |
| (Standort)                | Bestattungsplatz vorgeschichtlicher Zeitstellung mit verebneten Grabhügeln.              | D-4-6031-0151 |      |
| (Standort)                | Siedlung der frühen Latènezeit und der Römischen Kaiserzeit.                             | D-4-6031-0168 |      |
| (Standort)                | Bestattungsplatz mit Grabhügeln vorgeschichtlicher Zeitstellung.                         | D-4-6031-0169 |      |
| (Standort)                | Wüstung des späten Mittelalters.                                                         | D-4-6031-0171 |      |
| (Standort)                | Siedlung vor- und frühgeschichtlicher Zeitstellung.                                      | D-4-6031-0181 |      |
| Unteroberndorf (Standort) | Archäologische Befunde und Funde sowie untertägige Teile der Kath. Kapelle St. Sebastian | D-4-6031-0215 |      |
| (Standort)                | Archäologische Befunde und Funde sowie untertägige Teile der Kath. Kapelle               | D-4-6031-0217 |      |
| (Standort)                | Archäologische Befunde und Funde sowie untertägige Teile der Kath. Kirche                | D-4-6031-0219 |      |
| (Standort)                | Archäologische Befunde von spätmittelalterlichen Vorgängerbauten und untertägigen Teilen | D-4-6031-0221 |      |
| (Standort)                | Archäologische Befunde und Funde sowie untertägige Teile der Kath. Kapelle St. Nikolaus  | D-4-6031-0222 |      |